# عبد الأمير صبري
عبد الأمير صبري هو لاعب كرة قدم عراقي دولي سابق،من مواليد 1964 - البصرة، لعب مع المنتخب العراقي في بطولة كأس الخليج عام 1988.

## الإنجازات

### محليًا
صلاح الدين
- الدوري العراقي الممتاز : 1982-83

### دوليًا
العراق
- كأس الخليج العربي : 1988

## روابط خارجية
- (بالعربية) A report for the 1988 Gulf Cup of Nations